# Osetios

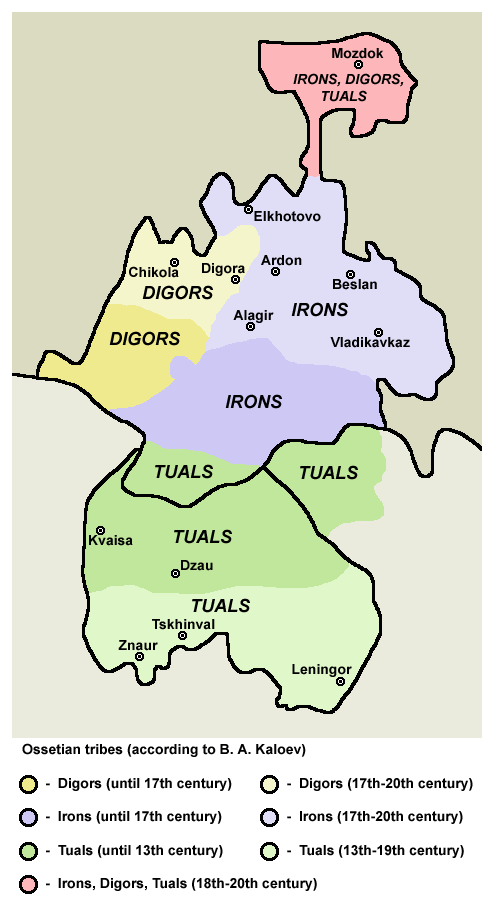

Los osetios, osetos u osetas (en osetio: ирæттæ, romanizado: irættæ) son un pueblo iranio, un grupo étnico que vive principalmente en los territorios de Osetia del Norte-Alania y Osetia del Sur. Los osetas son considerados como los últimos descendientes de los alanos y sármatas.

## Lengua
La lengua osetia pertenece a la familia de las lenguas indoeuropeas, dentro de esta, pertenece la rama de las lenguas iranias nordorientales.
El osetio está dividido en dos dialectos principales, uno de los cuales es el ironio, hablado sobre todo en la parte oriental de Osetia del Norte, mientras que el otro dialecto, el digorio, se habla en la parte occidental de Osetia del Norte. Sin embargo, existen subdialectos del ironio, como el tualio hablado en la parte central de Osetia y el kudaro-djavio hablado en Osetia del Sur (considerado por algunos autores este último como un tercer dialecto). De todos los dialectos que posee esta lengua, el más hablado es el septentrional, es decir, el ironio, sobre el que se basa el lenguaje literario.
Dentro de las lenguas iranias, el osetio pertenece a la rama nororiental de estas lenguas. El osetio, junto con otra lengua, el yahnobi, hablado en el oeste de Tayikistán, es la única lengua superviviente de este subgrupo.